# Haanse Witte
Haanse Witte is een Belgisch bier van hoge gisting.
Het bier wordt gebrouwen sinds 2006 in opdracht van Bieren Den Haene uit De Haan in Brouwerij Strubbe te Ichtegem.
Het is een troebel blond witbier met een alcoholpercentage van 5,5%.